# 龍の落とし子
龍の落とし子（たつのおとしご）は、1999年（平成11年）に高木辰五郎が育成したイネ（稲）の品種。「山田錦」と「金紋錦」を交配した「山酒4号」を花粉親、「美山錦」を種子親とする交配によって育成された酒造好適米である。

## 概要
山形県で醸造業を営む高木酒造の14代目社長である高木辰五郎が、約18年かけて育成した。「酒未来」「羽州誉」とともに、高木が育成した酒米の三部作の一つとされる。品種名は、高木酒造社長が代々襲名する「辰五郎」の「辰」の字を「龍」にかけ、長年育種を続けてきたことをイメージして付けられた。
熟期は中生で、耐倒伏性・耐冷性・耐病性はいずれも中。千粒重は25.8gとやや大粒で多収。タンパク質含量は低く、心白は円盤状で発現率はやや少ない。「龍の落とし子」を酒米として醸造した日本酒は、「吟香高く、幅のある芳醇な酒質」とされる。